# Guillaume Bardet
Pour les articles homonymes, voir Bardet.
Guillaume Bardet, né en 1971 à Rouen, est un designer et artiste français. On lui doit notamment le nouveau mobilier liturgique de la cathédrale Notre-Dame de Paris.

## Biographie

### Formation
En 1999 il obtient son diplôme à l'École nationale supérieure des arts décoratifs de Paris.

### Débuts professionnels
De 1999 à 2001 il collabore avec le designer Jean-Marie Massaud. À partir de 2001 il devient créateur à titre indépendant, travaille notamment pour Vivendi Environnement et Louis Vuitton, est sélectionné à deux reprises par le VIA pour la réalisation de luminaires, et il est pensionnaire de l'Académie de France à Rome (Villa Médicis). À partir de 2005 il est également chargé de cours à l'École nationale supérieure de création industrielle à Paris. En 2008 il s'installe à Dieulefit, dans la Drôme, où il s'appuie sur la fonderie Barthélémy Art, située dans la ville voisine de Crest, pour ses fabrications. Il est jury lors du festival Design Parade Hyères 2023 qui se tient à la Villa Noailles, sur invitation de son ami Noé Duchaufour-Lawrance, le président de cette édition. Son travail est exposé à Paris dans la galerie de design contemporain Kréo.

### Mobilier liturgique de la cathédrale Notre-Dame de Paris

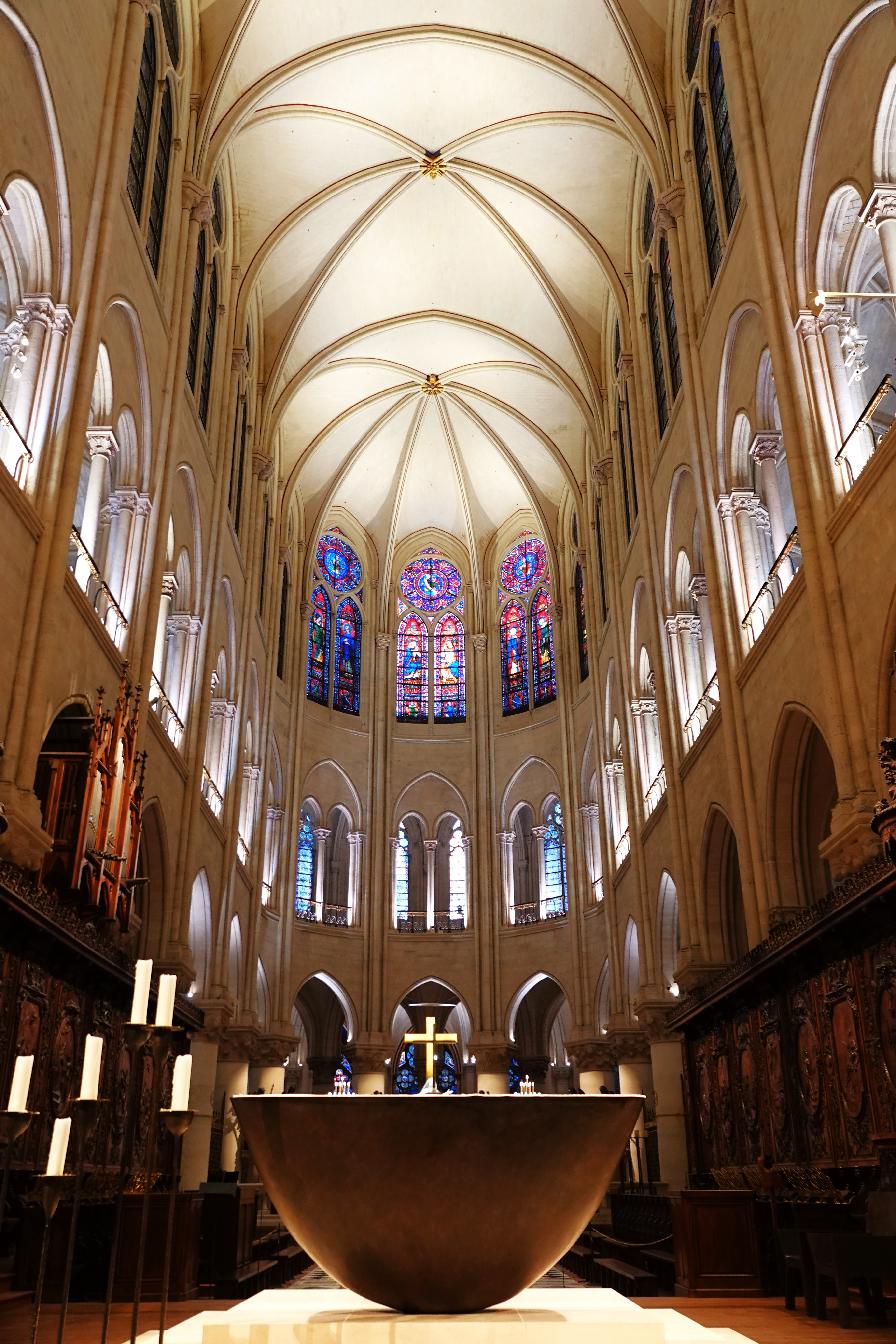
Nouvel autel de la cathédrale Notre-Dame de Paris après sa réouverture en décembre 2024

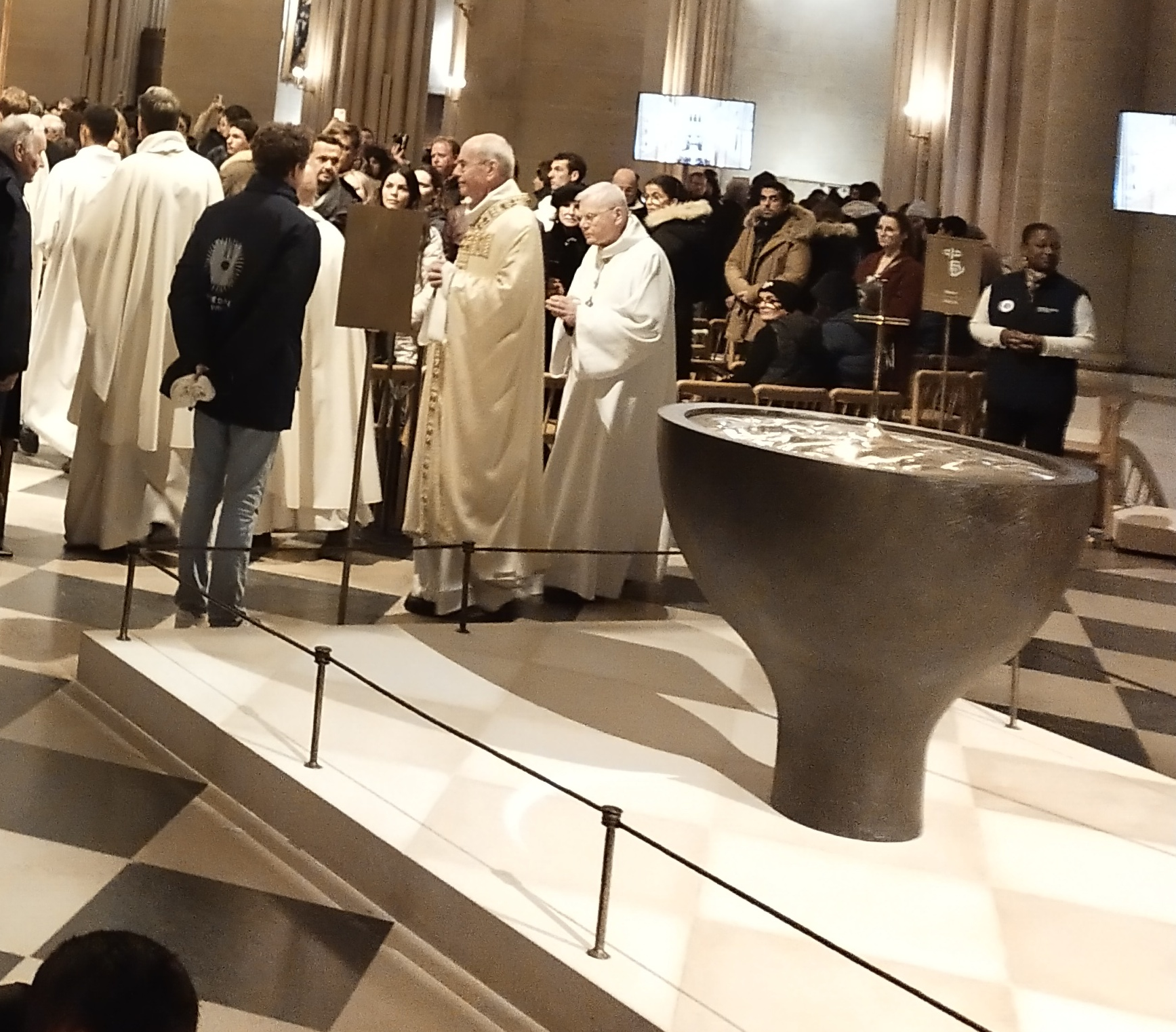
Nouveau baptistère de la cathédrale Notre-Dame de Paris

L'été 2023, son projet étant jugé d'une « noble simplicité » par l'évêque, il est retenu parmi 69 candidats pour concevoir et fournir le nouveau mobilier liturgique de la cathédrale Notre-Dame de Paris, bien que sa proposition prenne des libertés avec un cahier des charges contraint. Parmi les cinq finalistes, il est le seul à proposer un mobilier en bronze. L'ensemble est fabriqué par la fonderie Barthélémy Art à Crest : l'autel, la cathèdre et ses deux sièges associés, l'ambon, le tabernacle et le baptistère,. L'ensemble aura nécessité cinq ou six tonnes de bronze, dont une tonne pour l'autel. Il reçoit également la commande de la vaisselle liturgique, comprenant une trentaine de pièces, dont le calice, la patène, les burettes, l’ostensoir et l’encensoir,,,. La préparation du mobilier a été réalisée avec des maquettes en cire réalisées à la main. Le design épuré pensé par Guillaume Bardet, le révèle au grand public mais suscite aussi les critiques.
Les nouvelles chaises de l’église ont été conçues par Ionna Vautrin.

## Expositions
- 2003 : galerie Yves Gastou, Paris mobilier immobile
- 2004 : salon de Now
- 2008 : galerie Yves Gastou, mobilier invisible[2]
- 2012 à 2013 : exposition itinérante L'usage des jours : 365 objets en céramique, Cité de la céramique, Sèvres ; Grand-Hornu Images, Belgique ; Château des Adhémar – Centre d'art contemporain, Montélimar ; Maison de la céramique du Pays de Dieulefit, Dieulefit ; Musée de design et d'arts appliqués contemporains, Lausanne[13],[14],[12]
- 2017 : Couvent de la Tourette, Éveux, La Fabrique du présent
- 2019 et 2024 : galerie kreo, Paris[15]

## Distinctions
- 2011 : lauréat de la récompense Dialogues du prix Liliane-Bettencourt pour l'intelligence de la main[16],[17]
- 2025 :  Officier de l'ordre des Arts et des Lettres[18]